# Christuskirche (Leer)

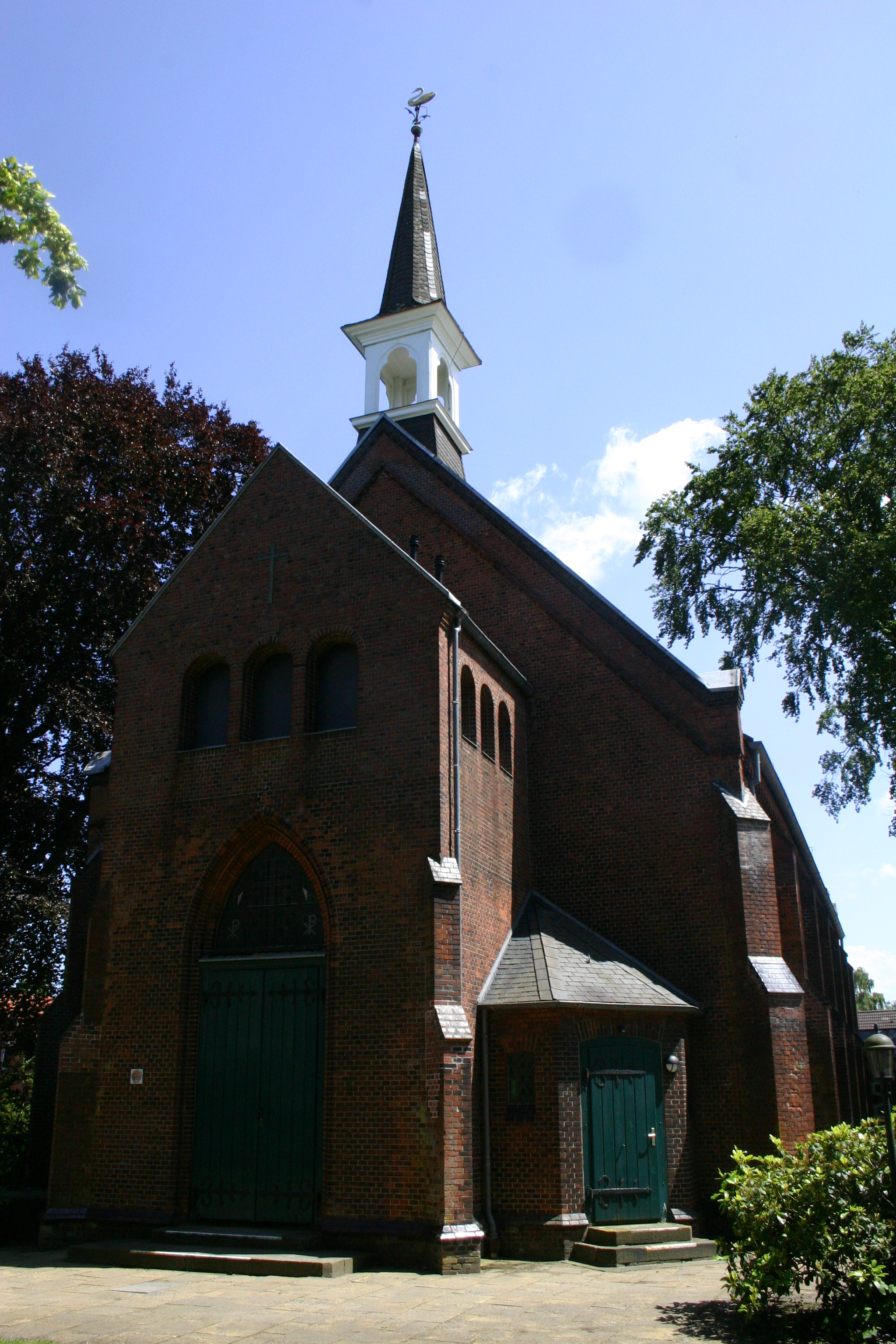
Christuskirche in Leer

Die evangelisch-lutherische Christuskirche Leer (Ostfriesland) wurde im Jahre 1900 im Stil der Neugotik erbaut.

## Geschichte
Den Lutheranern im reformierten Leer war zunächst die Feier des Gottesdienstes nur außerhalb der Stadt gestattet. Ab 1639 schlossen sie sich der Kirchengemeinde in Logabirum an. Aufgrund der Erlaubnis von Christine Charlotte wurde 1675 mit der Lutherkirche eine erste lutherische Kirche errichtet. Das Anwachsen der Bevölkerung gegen Ende des 19. Jahrhunderts machte eine zweite Kirche im Osten der Stadt erforderlich, die am 7. Oktober 1900 eingeweiht wurde und zunächst den Namen „Neue lutherische Kirche“ trug. Aus finanziellen Gründen  verzichtete man zunächst auf Glocken und Kirchturm. Auch eine Orgel war zunächst nicht geplant, die jedoch ein Jahr von der Firma P. Furtwängler & Hammer mit zwölf Registern später eingebaut wurde. Zum Bezirk der neuen Kirche gehörten 1500 Gemeindeglieder. Die Kirche fasste 450 Sitzplätze, die entsprechend dem damaligen Brauch vermietet wurden, um die Finanzierung sicherzustellen. Im Jahr 1905 erfolgte der Bau des Pastorats am Hoheellernweg.
Im Jahre 1925 erhielt das Gotteshaus zu seinem 25-jährigen Bestehen seinen heutigen Namen nach einem Fenster des Chorraumes, das Christus im roten Mantel zeigte. Während des Zweiten Weltkriegs wurde das Gebäude stark in Mitleidenschaft gezogen. Nach Reparaturen der Kriegsschäden folgte 1952 der Einbau einer Glockenstube mit zwei Glocken in einem aufgestockten Geschoss über dem Eingangsbereich. Seit 1957 ergänzt eine dritte Glocke das Geläut. Die Zahl der Gemeindeglieder war in den 1950er Jahren auf 6000 angewachsen, sodass im Jahr 1953 ein zweites Pastorat in der Bethelstraße gebaut wurde. Hier wohnte ab 1954 ein Landessuperintendent, bis die Superintendentur im Jahr 1960 nach Aurich verlegt wurde. Seit 1961 ist es Sitz der zweiten Pfarrstelle. Seit 1958 ist der Bezirk eine eigenständige Kirchengemeinde, die seitdem dem Kirchenkreisamt, dem früheren Rentamt, angeschlossen ist. Heute ist der Christusgemeinde eine Pfarrstelle zugeordnet.
Bei der Renovierung von 1964 bis 1966 wurden Sakristei und Dach, sowie im Kircheninneren der komplette Innenputz erneuert, da die Kirchenmauersteine durch ihren Salpetergehalt jede neue Ausmalung zerstörten. Die Beseitigung der beiden Choranbauten ermöglichte den Einbau von fünf großen Chorfenstern, die weiter als zuvor nach unten reichen. Auch die seitlichen Fenster wurden neu gestaltet. Als Ersatz war bereits 1963 eine neue, größere Sakristei angebaut worden. Das auf nun insgesamt vier Glocken erweiterte Geläut verlagerte man in einen separaten Glockenturm aus Stahlträgern vor die Kirche.
Drei Bankreihen wurden entfernt, um ausreichend Platz im liturgischen Bereich zu schaffen, Taufbecken, Kanzel und Lesepult durch neue Einrichtungsgegenstände ersetzt. Zudem beseitigte man die letzte Bankreihe und auf der Empore die rechte Bankseite, sodass das Gotteshaus seitdem über 330 Sitzplätze verfügt.
Im Jahre 1982 wurde der Eingangsbereich der Kirche barrierefrei gestaltet. Im Herbst 2000 feierte die Gemeinde das 100-jährige Bestehen der Kirche. 2006 wurde der Innenraum abermals renoviert und umgestaltet. Im Zuge der Arbeiten erhielt der Fußboden einen Fliesenbelag und Wände sowie Kirchenbänke wurden farblich neu gestaltet.

## Baubeschreibung

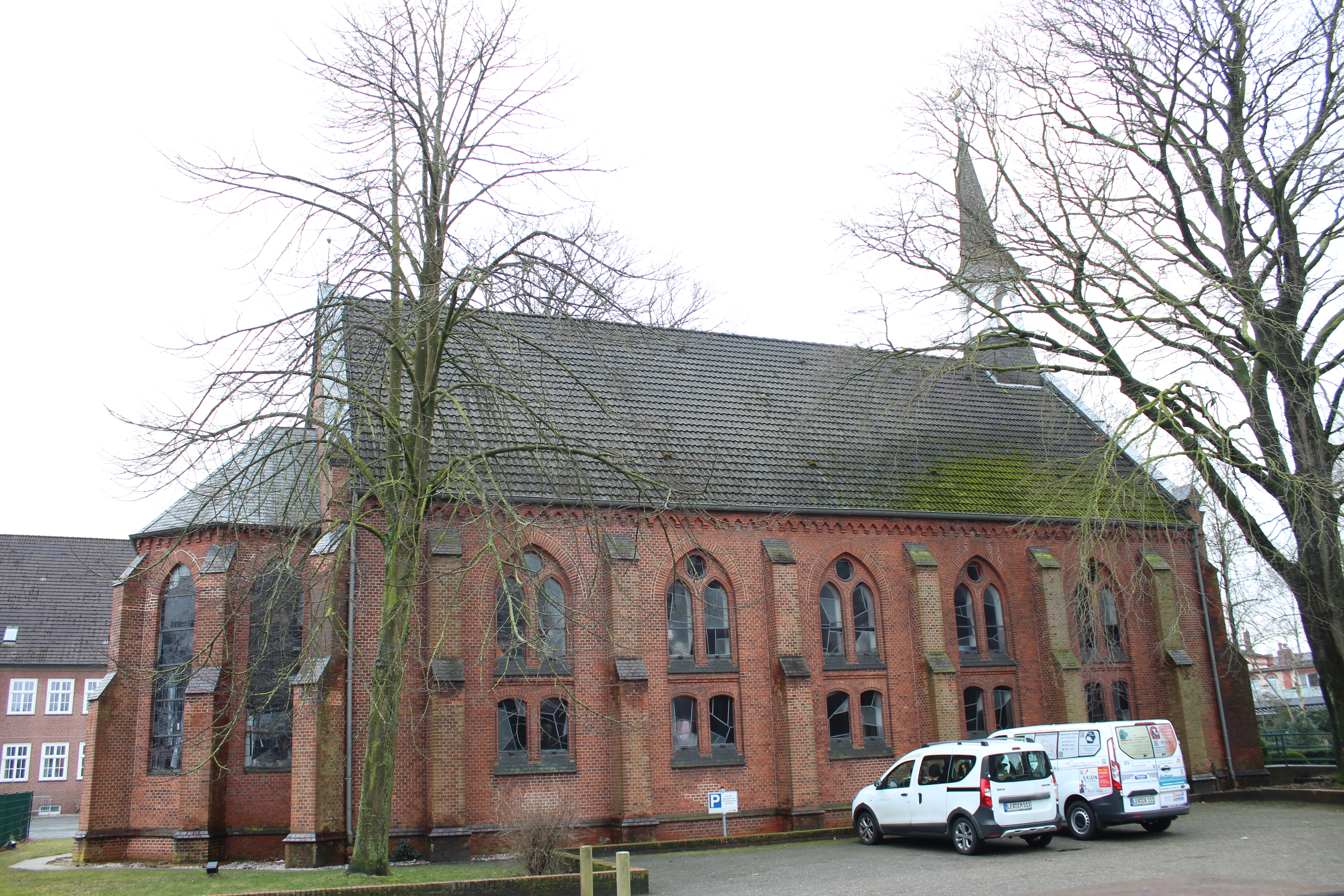
Nordseite der Christuskirche

Die Saalkirche wurde im Stil der Neugotik errichtet. Die sechs roten Backstein-Rippen des gewölbten polygonalen Chors laufen in einem Schlussstein zusammen. Durch fünf spitzbogige Chorfenster fällt Licht in den Innenraum. Die Seitenfenster weisen links Spitzrauten und rechts Rechteckrauten auf. Die Außenwände werden durch Strebepfeiler und durch abgetreppte Eckstrebepfeiler gegliedert.
Die Eingangshalle wird unten durch ein großes Portal mit einem Spitzbogen aus Bleiglas geprägt, während die aufgesetzte Glockenstube an den drei freien Seiten je drei kleine rundbogige Schallarkaden aufweist. Heute wird das Gotteshaus durch zwei kleine Annexbauten seitlich der Eingangshalle betreten. Der Dachreiter mit offener Laterne wird von einem Schwan als Symbol des Luthertums bekrönt.

## Ausstattung

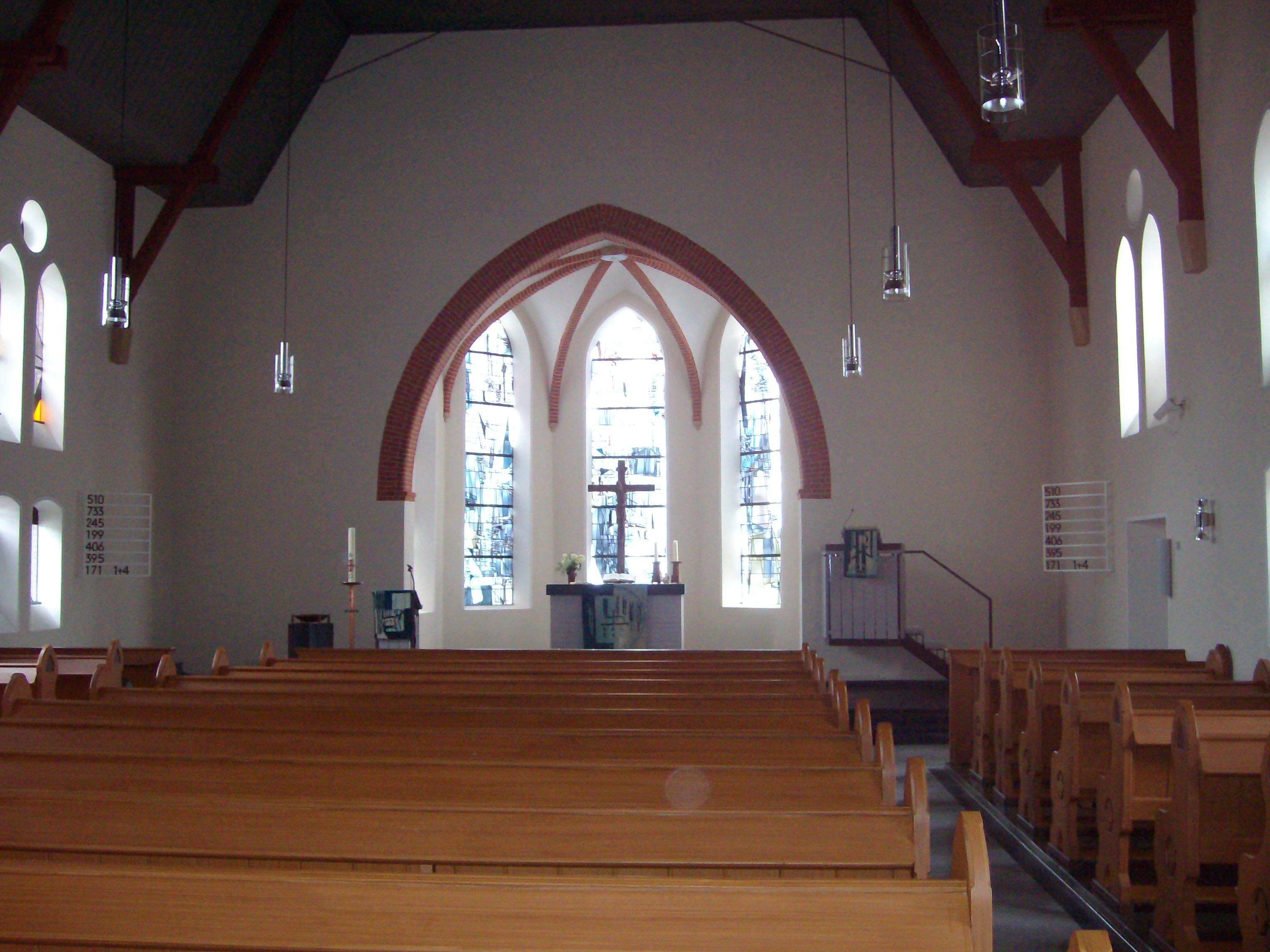
Innenraum

In den schlicht gestalteten Innenraum ist eine graue Voutendecke aus Holz eingezogen, deren Balkenkonstruktion durch den roten Anstrich hervorgehoben wird. Der spitzbogige Triumphbogen gewährt den Blick auf den Chorbereich. Grau- und Blautöne dominieren die Bleiglasfenster.
Das Gestühl weist seit 2006 einen hellen Anstrich auf, der eine Holzmaserung imitiert. Im Chor steht eine schlichte Mensa aus Ziegelstein, die von einer Eichenholzplatte abgeschlossen wird. Das hölzerne Altarkreuz mit Korpus stammt vom Bildhauer Arnold Rickert (Bielefeld) aus dem Jahr 1953, der kupferne, 1,60 m hohe Osterleuchter vom Goldschmied Wilhelm Sommer (Weener) aus dem Jahr 1978.
Die Orgel auf der Westempore wurde in den Jahren 1963 bis 1965 von den Gebr. Hillebrand mit 17 Registern auf zwei Manualen und Pedal gebaut. Über dem Spieltisch befindet sich das Brustwerk und darüber das Hauptwerk, das von großen Feldern für das Pedalwerk flankiert wird. Martin ter Haseborg führte im Jahr 1998 eine gründliche Überholung des Instruments durch.